# Мартін Бірч
Мартін Бірч (англ. Martin Birch, в інших трансрипціях — Берч і Бьорч; 27 грудня 1948 — 9 серпня 2020) — британський музичний продюсер, який спеціалізується на рок-музиці і хеві-металі. Міжнародну знаменитість здобув як звукоінженер і продюсер легендарних альбомів британських гуртів Deep Purple і Iron Maiden.

## Музична кар'єра
Бірч виступав у ролі звукоінженера з кінця 1960-х років і почав продюсувати альбоми приблизно в 1972—73 рр. Крім Deep Purple і Iron Maiden він працював із безліччю виконавців, таких як проекти Rainbow, Paice, Ashton & Lord, Whitesnake, які відгалузилися від Deep Purple, сольні проекти Роджера Ґловера і Джона Лорда), Fleetwood Mac, Wishbone Ash, Black Sabbath, Blue Öyster Cult, Ґарі Мур. На альбомі Fleetwood Mac «Mystery to Me» він також зазначений як музикант, який грав на акустичній гітарі.
Бірч закінчив свою активну музичну діяльність в 1992 році після продюсування альбому Iron Maiden «Fear of the Dark».
Мартіна Бірча можна побачити у відеоклипі Iron Maiden «Holy Smoke».

## Вибрана дискографія
Джерела:, Discogs.

### ІзFleetwood Mac
- 1969 Then Play On (звукоінженер)
- 1970 Kiln House (звукоінженер)
- 1971 Future Games (звукоінженер)
- 1972 Bare Trees (звукоінженер)
- 1973 Penguin (продюсер, звукоінженер, мікшування)
- 1973 Mystery to Me (продюсер, звукоінженер, гітара)

### ІзDeep Purple
- 1969 Concerto for Group and Orchestra (звукоінженер)
- 1970 In Rock (звукоінженер)
- 1971 Fireball (звукоінженер)
- 1972 Machine Head (звукоінженер)
- 1972 Made in Japan (звукоінженер)
- 1973 Who Do We Think We Are (звукоінженер)
- 1974 Burn (звукоінженер, мікшування)
- 1974 Stormbringer (продюсер, звукоінженер, мікшування)
- 1975 Come Taste the Band (продюсер, звукоінженер, мікшування)
- 1976 Made in Europe (продюсер, звукоінженер, мікшування)- концертний запис квітня 1975 року
- 1977 Last Concert in Japan (продюсер, звукоінженер) — концертний запис грудня 1975 року

### ІзWishbone Ash
- 1970 Wishbone Ash (звукоінженер)
- 1971 Pilgrimage (звукоінженер)
- 1972 Argus (звукоінженер)

### ІзRainbow
- 1975 Ritchie Blackmore's Rainbow (продюсер, звукоінженер, мікшування)
- 1976 Rising (продюсер, звукоінженер, мікшування)
- 1977 On Stage (продюсер, звукоінженер, мікшування) — recorded live in 1976
- 1978 Long Live Rock 'n' Roll (продюсер, звукоінженер, мікшування)
- 1986 Finyl Vinyl (продюсер) — collection

### ІзWhitesnake
- 1978 Snakebite (продюсер)
- 1978 Trouble (продюсер)
- 1978 Live at Hammersmith (продюсер)
- 1979 Lovehunter (продюсер, звукоінженер)
- 1980 Ready an' Willing (продюсер, звукоінженер, мікшування)
- 1980 Live...In the Heart of the City (продюсер, звукоінженер) — recorded live in 1978 and 1980
- 1981 Come an' Get It (продюсер, звукоінженер, мікшування)
- 1982 Saints & Sinners (продюсер, звукоінженер, микшування)
- 1984 Slide It In (продюсер)

### ІзBlack Sabbath
- 1980 Heaven and Hell (продюсер, звукоінженер)
- 1981 Mob Rules (продюсер, звукоінженер)

### ІзBlue Öyster Cult
- 1980 Cultösaurus Erectus (продюсер, звукоінженер)
- 1981 Fire of Unknown Origin (продюсер, звукоінженер)

### ІзIron Maiden
- 1981 Killers (продюсер, звукоінженер)
- 1982 The Number of the Beast (продюсер, звукоінженер)
- 1983 Piece of Mind (продюсер, звукоінженер, мікшування)
- 1984 Powerslave (продюсер, звукоінженер, мікшування)
- 1985 Live After Death (продюсер, звукоінженер, мікшування)
- 1986 Somewhere in Time (продюсер, звукоинженер)
- 1988 Seventh Son of a Seventh Son (продюсер, звукоінженер, мікшування)
- 1990 No Prayer for the Dying (продюсер, звукоінженер, мікшування)
- 1992 Fear of the Dark (продюсер, звукоінженер, мікшування)

### Із іншими музикантами
- 1969 Джеф Бек — Beck-Ola (Cosa Nostra) (звукоінженер)
- 1970 Пітер Ґрін — The End of the Game (звукоінженер)
- 1971 Canned Heat і Джон Ли Хукер — Hooker 'N' Heat (звукоінженер мікшування) — записано в 1970 році
- 1971 Джон Лорд — Gemini Suite (звукоінженер)
- 1971 Skid Row — 34 Hours (звукоінженер) (ірландський блюз-роковий гурт із участю Ґарі Мура, не плутати з однойменним американським металічним гуртом)
- 1971 Faces — Long Player (звукоінженер)
- 1972 Silverhead — Silverhead (продюсер)
- 1973 Ґарі Мур — Grinding Stone (продюсер, звукоінженер)
- 1974 Тони Ештон і Джон Лорд — First of the Big Bands (звукоінженер)
- 1976 Джон Лорд — Sarabande (продюсер, звукоінженер, перемікшування)
- 1977 Paice, Ashton & Lord — Malice in Wonderland (звукоінженер)
- 1978 The Electric Chairs — «The Electric Chairs» (продюсер)
- 1978 Wayne County & the Electric Chairs — «Storm The Gates Of Heaven» (продюсер)
- 1978 Wayne County & the Electric Chairs — "Blatently Offensive E.P.(продюсер)
- 1978 Роджер Ґловер — Elements
- 1982 Міхаель Шенкер — Assault Attack (продюсер, звукоінженер)